# Onosma affinis
Onosma affinis là loài thực vật có hoa trong họ Mồ hôi. Loài này được Hausskn. ex Riedl mô tả khoa học đầu tiên năm 1970.